# Peter Wells
Peter Kenneth Wells (nascut el 1965, a Portsmouth), és un jugador i escriptor d'escacs anglès, que té el títol de Gran Mestre des de 1994.
Wells ha estat Campió britànic de ràpides els anys 2002, 2003 i 2007.
A la llista d'Elo de la FIDE del juliol de 2015, hi tenia un Elo de 2448 punts, cosa que en feia el jugador número 24 (en actiu) d'Anglaterra. El seu màxim Elo va ser de 2545 punts, a la llista de juliol de 1995 (posició 175 al rànquing mundial).

## Resultats destacats en competició
El desembre de 1997 va participar, a Groningen, al torneig que determinaria el candidat al títol mundial dins el cicle pel Campionat del món de la FIDE de 1998, però hi tingué una mala actuació, i fou eliminat per Borís Alterman en la primera ronda de matxs eliminatoris (½-1½).

## Llibres
- Wells, Peter. The Scotch Game.  Sterling, 1998. ISBN 978-0713484663.
- Wells, Peter. Winning With the Trompowsky.  Sterling, 2004. ISBN 978-0713487954.
- Wells, Peter. Grandmaster Secrets – The Caro-Kann.  Gambit Publications, 2007. ISBN 978-1904600619.